# Duplicaria crakei
Duplicaria crakei é uma espécie de gastrópode do gênero Duplicaria, pertencente a família Terebridae.